# راية البيمانية
راية بنت عبد الله بن خلفان بن عبد الله بن أحمد البيمانية من أبناء ولاية الرستاق، عاشت في دولة اليعاربة   

## دورها
كان لها أثر واضح في الحفاظ على المخطوطات العمانية، حيث دفعها شغفها للعلم لنسخ الكتب بخط يدها ولا تزال نسختين من منسوخاتها باقية حتى الآن، وهما:
نسخة من الجزء الرابع من كتاب «بيان الشرع» للشيخ العلامة محمد بن إبراهيم الكندي، وقد انتهت من نسخه بتاريخ 2 من ذي الحجة سنه 1128 هجري.
نسخه من كتاب «كشف الغمة وبيان اختلاف الأمة» للشيخ سرحان بن سعيد الإزكوي، وهو مخطوط يتضمن مسائل في أصول الفقه كما يتضمن عدة مواعظ نثرية وشعرية بأسلوب جميل، وقد أتمت نسخه بتاريخ 17 من ذي الحجة عام 1122 هجري.

## وفاتها
لم تذكر المصادر على وجه الدقة تاريخ وفاتها ولكن أشارت المصادر بأن البيمانية ما زالت حية إلى عام 1128 هجري.